# 928 (číslo)
Devět set dvacet osm je přirozené číslo. Římskými číslicemi se zapisuje CMXXVIII a řeckými číslicemi ϡκη´. Následuje po čísle devět set dvacet sedm a předchází číslu devět set dvacet devět.

## Matematika
928 je:
- Abundantní číslo
- Složené číslo
- Šťastné číslo
- Součet čtyř po sobě jdoucích prvočísel (227 + 229 + 233 + 239)
- Součet osmi po sobě jdoucích prvočísel (101 + 103 + 107 + 109 + 113 + 127 + 131 + 137)

## Astronomie
- (928) Hildrun je planetka hlavního pásu, kterou objevil v roce 1920 Karl Wilhelm Reinmuth
- NGC 928 je spirální galaxie v souhvězdí Berana

## Roky
- 928
- 928 př. n. l.